# مورون فيليب
مورون فيليب هو لاعب كرة قدم غرينادي في مركز الوسط، ولد في 19 مارس 1992 في غرينادا. شارك مع منتخب غرينادا لكرة القدم. أما مع النوادي، فقد لعب مع Hurricanes SC ‏.

## وصلات خارجية
- مورون فيليب على موقع قاعدة بيانات كرة القدم.إي يو (الإنجليزية)
- مورون فيليب على موقع ناشيونال فوتبول تيمز (الإنجليزية)
- مورون فيليب على موقع Soccerway.com (الإنجليزية)